# Bandúrria d'ossos
La bandúrria d'ossos és un instrument tradicional de Castella de percussió fregada.
Fet amb una sèrie d'ossos (tíbies de be o cabrit) units entre si per mitjà de cordes o fins i tot filferros. Que es toca penjat al coll, i subjectant-se amb la mà per la part inferior, mentre es frega amb una castanyola de dalt cap avall, la qual cosa genera un so amb què s'executen diversos ritmes.
És un instrument usat en qualsevol època de l'any, en alguns pobles de Madrid i de la Manxa, encara que sobretot és més característic per les festes nadalenques.